# Gaétan Malo
Gaétan „Gates“ Malo (* 22. November 1963 in Saint-Hyacinthe, Québec) ist ein ehemaliger deutsch-kanadischer Eishockeyspieler, der unter anderem für den ECD Iserlohn und BSC Preussen, der später in Preussen Devils und Berlin Capitals umbenannt wurde, in der Bundesliga bzw. der Deutschen Eishockey Liga (DEL) aktiv war.

## Karriere
Nach Anfängen in der kanadischen Nachwuchsliga Québec Major Junior Hockey League wechselte Malo 1983 zum EHC Netphen, für den er 58 Tore in 22 Spielen erzielte. Von dort ging er zu den Schalker Haien, mit denen er bis in die Oberliga aufstieg, bevor er eine einjährige Pause einlegte. Anschließend war er nicht mehr transferkartenpflichtig, belegte in den Mannschaften also keine der wertvollen Ausländerpositionen. Zur Saison 1987/88 nahm ihn der Bundesligist ECD Iserlohn unter Vertrag. Dort gehörte er zu der Mannschaft, die im Dezember 1987 mit Trikotwerbung für Das Grüne Buch des libyschen Machthabers Muammar al-Gaddafi aufs Eis ging, was einen internationalen Skandal auslöste. Nur wenige Tage später ging der ECD in Konkurs.
Daraufhin holte ihn der damalige Bundesliga-Aufsteiger BSC Preussen an die Spree. Mit seinen 32 Scorerpunkten in den letzten 24 Saisonspielen hatte er großen Anteil daran, dass die abstiegsbedrohten Preussen die Klasse über die Relegationsrunde halten konnten. Bis zu seinem Abschied ein Jahrzehnt später gehörte Malo unter anderem neben Georg Holzmann, John Chabot, Klaus Merk, Tom O’Regan, Jürgen Rumrich oder Tony Tanti zu den Stützen der Mannschaft, die von 1991 bis 1995 als BSC Preussen und 1996 als Preussen Devils sechs Mal in Folge das Halbfinale in den Playoffs um die deutsche Meisterschaft erreichte. Als er 1997 das mittlerweile in Berlin Capitals umbenannte Team verließ, hatte er in 453 Spielen 424 Scorerpunkte für die Berliner erzielt.
Nach vier Jahren beim zweitklassigen EC Bad Nauheim musste Gaétan Malo 2001 verletzungsbedingt seine Profikarriere beenden und zog mit seiner Familie in seine Heimatstadt Saint-Hyacinthe, wo er seither als Golflehrer arbeitet.

## Karrierestatistik
(Legende zur Spielerstatistik: Sp oder GP = absolvierte Spiele; T oder G = erzielte Tore; V oder A = erzielte Assists; Pkt oder Pts = erzielte Scorerpunkte; SM oder PIM = erhaltene Strafminuten; +/− = Plus/Minus-Bilanz; PP = erzielte Überzahltore; SH = erzielte Unterzahltore; GW = erzielte Siegtore; 1 Play-downs/Relegation; Kursiv: Statistik nicht vollständig); 2außer Saison 1998/99; 3nur Saison 1998/99